# Rusland op de Olympische Jeugdwinterspelen 2012
Rusland was een van de landen die deelnam aan de Olympische Jeugdwinterspelen 2012 in Innsbruck, Oostenrijk.

## Medailleoverzicht
| Sport                                                                    | Olympiër                                                             | Onderdeel                | Medaille |
| ------------------------------------------------------------------------ | -------------------------------------------------------------------- | ------------------------ | -------- |
| Biatlon                                                                  | Uliana Kaysheva                                                      | 7,5 km achtervolging (v) | Goud     |
| Kunstrijden                                                              | Elizaveta Tuktamisheva                                               | solo (v)                 | Goud     |
| Kunstrijden                                                              | Anna Yanovskaya Sergey Mozgov                                        | ijsdansen                | Goud     |
| Langlaufen                                                               | Alexander Selyaninov                                                 | 10 km klassiek (m)       | Goud     |
| Langlaufen                                                               | Anastasia Sedova                                                     | 5 km klassiek (v)        | Goud     |
| Biatlon / Langlaufen                                                     | ivan Galushkin Uliana Kaysheva Anastasia Sedova Alexander Selyaninov | gemengd team             | Zilver   |
| IJshockey                                                                | Olympisch jeugdteam                                                  | jongenstoernooi          | Zilver   |
| Kunstrijden                                                              | Adelina Sotnikova                                                    | solo (v)                 | Zilver   |
| Kunstrijden                                                              | Lina Fedorova Maxim Miroshkin                                        | paren                    | Zilver   |
| Alpineskiën                                                              | Ekaterina Tkachenko                                                  | slalom (v)               | Brons    |
| Biatlon                                                                  | Uliana Kaysheva                                                      | 6 km sprint (v)          | Brons    |
| Kunstrijden                                                              | Feodosi Efremenkov                                                   | solo (m)                 | Brons    |
| Kunstrijden                                                              | Anastasia Dolidze Vadim Ivanov                                       | paren                    | Brons    |
| Kunstrijden                                                              | Maria Simonova Dmitri Dragun                                         | ijsdansen                | Brons    |
| Langlaufen                                                               | Alexander Selyaninov                                                 | sprint (m)               | Brons    |
| Schaatsen                                                                | Vasily Pudushkin                                                     | massastart (m)           | Brons    |
| Als lid van een gemengd landenteam (telt niet mee voor landenklassement) |                                                                      |                          |          |
| Kunstrijden                                                              | Maria Simonova Dmitri Dragun                                         | gemengd team             | Zilver   |
| Curling                                                                  | Marina Verenich                                                      | gemengd team             | Brons    |
| Shorttrack                                                               | Denis Ayrapetyan                                                     | gemengd team             | Brons    |

## Deelnemers en resultaten
(m) = mannen, (v) = vrouwen 

### Alpineskiën
| Olympiër            | Onderdeel           | Resultaat | Prestatie                        |
| ------------------- | ------------------- | --------- | -------------------------------- |
| Artem Pak           | super g (m)         | 15e       | 1.06,27 (+1,82)                  |
| Artem Pak           | supercombinatie (m) | -         | - (-) (1.06,56, DNF)             |
| Artem Pak           | reuzenslalom (m)    | 12e       | 1.56,09 (+4,39) (1.00,50, 55,59) |
| Artem Pak           | slalom (m)          | 20e       | 1.26,01 (+7,65) (44,70, 41,31)   |
|                     |                     |           |                                  |
| Ekaterina Tkachenko | super g (v)         | 14e       | 1.07,39 (+1,61)                  |
| Ekaterina Tkachenko | supercombinatie (v) | 8e        | 1.43,09 (+2,27) (1.05,88, 37,21) |
| Ekaterina Tkachenko | reuzenslalom (v)    | 7e        | 1.58,02 (+1,89) (58,61, 59,41)   |
| Ekaterina Tkachenko | slalom (v)          | Brons     | 1.21,62 (+1,86) (42,39, 39,23)   |

### Biatlon
| Olympiër                                                             | Onderdeel                 | Resultaat | Prestatie                                                                                   |
| -------------------------------------------------------------------- | ------------------------- | --------- | ------------------------------------------------------------------------------------------- |
| Ivan Galushkin                                                       | 7,5 km sprint (m)         | 40e       | 22.41,4 (+3.19,7) pen.: 5 (1+4)                                                             |
| Ivan Galushkin                                                       | 10 km achtervolging (m)   | 25e       | +4.34,2 pen.: 7 (3+2+1+1)                                                                   |
| Aleksei Kuznetcov                                                    | 7,5 km sprint (m)         | 25e       | 22.14,1 (+2.52,4) pen.: 4 (3+1)                                                             |
| Aleksei Kuznetcov                                                    | 10 km achtervolging (m)   | 37e       | +6.39,5 pen.: 10 (4+1+3+2)                                                                  |
|                                                                      |                           |           |                                                                                             |
| Natalya Gerbulova                                                    | 6 km sprint (v)           | 5e        | 18.14,5 (+46,8) pen.: 1 (1+0)                                                               |
| Natalya Gerbulova                                                    | 7,5 km achtervolging (v)  | 9e        | +3.45,3 pen.:5 (2+1+0+2)                                                                    |
| Uliana Kaysheva                                                      | 6 km sprint (v)           | Brons     | 18.00,9 (+33,2) pen.: 2 (1+1)                                                               |
| Uliana Kaysheva                                                      | 7,5 km achtervolging (v)  | Goud      | 26.01,3 pen.:0 (0+0+0+0)                                                                    |
| Uliana Kajszewa Natalja Gerbułowa Aleksei Kuzniecow Iwan Galushkin   | gemengde estafette        | DSQ       | 1:12.54,0 (0+4 0+5) 16.21,3 (0+0 0+1) 17.11,8 (0+1 0+2) 20.11,5 (0+1 0+1) 19.09,4 (0+2 0+1) |
| Uliana Kaysheva Anastasia Sedova Ivan Galushkin Alexander Selyaninov | biatlon/langlaufestafette | Zilver    | 1:05.22,5 (2+9) 20.49,0 (1+3 1+3) 9.57,9 22.34,8 (0+1 0+2) 12.00,8                          |

### Bobsleeën
| Olympiër                        | Onderdeel       | Resultaat | Prestatie                       |
| ------------------------------- | --------------- | --------- | ------------------------------- |
| Kirill Chigvintsev Ivan Tarasov | tweemansbob (m) | 8e        | 1.49,95 [55,00 (8) + 54,95 (8)] |

### Curling
| Olympiër                                                              | Onderdeel      | Resultaat   | Prestatie |
| --------------------------------------------------------------------- | -------------- | ----------- | --- |
| Alexandr Korshunov Michail Vaskov Anastasia Moskaleva Marina Verenich | gemengd team   | 11e         | Voorronde: rode groep 6-4 Duitsland 3-5 Zweden 6-5 Japan 1-7 Canada 8-5 Oostenrijk 3-6 Groot-Brittannië 3-7 Italië |
|                                                                       |                |             | |
| Alexandr Korshunov + NOR Stine Haalien                                | dubbeltoernooi | 1/32 finale | 1/32F: 1-8 EST Kerli Zerik + SWE Rasmus Wrana |
| Michail Vaskov + CZE Zuzana Hruzova                                   | dubbeltoernooi | kwartfinale | 1/32F: 10-3 EST Marie Turmann + ITA Alessandro Zoppi 1/16F: 6-5 NZL Kelsi Heath + CAN Thomas Scoffin KF: 3-8 GER Nicole Muskatewitz + SUI Michael Brunner                                                                                        |
| Anastasia Moskaleva + JPN Tsukasa Horigome                            | dubbeltoernooi | kwartfinale | 1/32F: 8-2 CAN Emily Gray + EST Robert-Kent Paell 1/16F: 7-1 GBR Rachel Hannen + CZE Marek Cernovsky KF: 6-7 KOR Kim Eunbi + NOR Martin Sesaker                                                                                                  |
| Marina Verenich + USA Korey Dropkin                                   | dubbeltoernooi | Brons       | 1/32F: 13-3 SUI Elena Stern + EST Sander Rouk 1/16F: 10-3 SWE Johanna Heldin + NZL Luke Steel KF: 9-3 CAN Corryn Brown + AUT Martin Reichel HF: 3-7 GER Nicole Muskatewitz + SUI Michael Brunner 3e/4e: 6-5 JPN Mako Tamakuma + KOR Yoo Minhyeon |

### Freestyleskiën
| Olympiër          | Onderdeel     | Resultaat | Prestatie |
| ----------------- | ------------- | --------- | --------- |
| Maksim Vlasenko   | ski-cross (m) | 7e        | 57,88     |
|                   |               |           |           |
| Ksenija Maksimova | ski-cross (v) | 8e        | 1.01,82   |

### IJshockey
| Olympiër | Onderdeel       | Resultaat | Prestatie |
| --- | --------------- | --------- | --- |
| Stanislav Kondratyev Sergey Korobov Maxim Lazarev Alexander Mikulovich Eduard Nasybullin Arkhip Nekolenko Ivan Nikolishin Egor Orlov Rostislav Osipov Alexander Protapovich Dmitry Sergeev Evgeny Svechnikov Andrey Svetlakov Maxim Tretyak Egor Tsvetkov Daniil Vovchenko Ilia Zinovev | jongenstoernooi | Zilver    | Voorronde 04-3 Canada 03-4 Finland 11-1 Oostenrijk 07-1 Verenigde Staten Halve finale 05-2 Verenigde Staten Finale 01-2 Finland |

### Kunstrijden
| Olympiër                                                                            | Onderdeel           | Resultaat | Prestatie                                          |
| ----------------------------------------------------------------------------------- | ------------------- | --------- | -------------------------------------------------- |
| Feodosi Efremenkov                                                                  | solo (m)            | Brons     | 163.46 [kk: 54.70 (2), vk: 108.76 (5)]             |
|                                                                                     |                     |           |                                                    |
| Adelina Sotnikova                                                                   | solo (v)            | Zilver    | 159.08 [kk: 59.44 (2), vk: 99.64 (3)]              |
| Elizaveta Tuktamisheva                                                              | solo (v)            | Goud      | 173,10 [kk: 61.83 (1), vk: 111.27 (1)]             |
|                                                                                     |                     |           |                                                    |
| Anastasia Dolidze Vadim Ivanov                                                      | paren               | Brons     | 112.72 [kk: 38.75 (3), vk: 73.97 (3)]              |
| Lina Fedorova Maxim Mroshkin                                                        | paren               | Zilver    | 134.19 [kk: 49.32 (2), vk: 84.87 (2)]              |
|                                                                                     |                     |           |                                                    |
| Maria Simonova Dmitri Dragun                                                        | ijsdansen           | Brons     | 125.22 [kk: 54.11 (3), vk: 71.11 (3)]              |
| Anna Yanovskaya Sergey Mozgov                                                       | ijsdansen           | Goud      | 146.96 [kk: 60.19 (1), vk: 86.77 (1)]              |
|                                                                                     |                     |           |                                                    |
| Team 2 FIN Eveliina Viljanen UKR Jaroslav Paniot Maria Simonova / Dmitri Dragun     | gemengd landen team | Zilver    | 16 pnt. (237.35) 06 (76.27) 04 (85.06) 06 (76.02)  |
| Team 1 SUI Tina Sturingen Feodosi Efremenkov GBR Millie Paterson / Edward Carstairs | gemengd landen team | 5e        | 13 pnt. (234.61) 04 (64.16) 08 (117.13) 01 (44.02) |
| Team 5 SWE Myrtel Saldeen Olofsson FIN Tino Olenius Anna Yanovskaya / Sergey Mozgov | gemengd landen team | 6e        | 13 pnt. (231.21) 02 (64.16) 03 (82.50) 08 (84.55)  |

### Langlaufen
| Olympiër                                                             | Onderdeel                 | Resultaat | Prestatie                                                          |
| -------------------------------------------------------------------- | ------------------------- | --------- | ------------------------------------------------------------------ |
| Nikita Khabarov                                                      | 10 km klassiek (m)        | 18e       | 31.31,2 (+2.02,4)                                                  |
| Nikita Khabarov                                                      | sprint (m)                | 21e       | kwartfinale                                                        |
| Alexander Selyaninov                                                 | 10 km klassiek (m)        | Goud      | 29.28,8 (0,0)                                                      |
| Alexander Selyaninov                                                 | sprint (m)                | Brons     | finale                                                             |
|                                                                      |                           |           |                                                                    |
| Anastasia Sedova                                                     | 5 km klassiek (v)         | Goud      | 14.18,0 (0,0)                                                      |
| Anastasia Sedova                                                     | sprint (v)                | 15e       | kwartfinale                                                        |
| Alisa Zhambalova                                                     | 5 km klassiek (v)         | 5e        | 15.15,8 (+57,8)                                                    |
| Alisa Zhambalova                                                     | sprint (v)                | 17e       | kwartfinale                                                        |
|                                                                      |                           |           |                                                                    |
| Uliana Kaysheva Anastasia Sedova Ivan Galushkin Alexander Selyaninov | biatlon/langlaufestafette | Zilver    | 1:05.22,5 (2+9) 20.49,0 (1+3 1+3) 9.57,9 22.34,8 (0+1 0+2) 12.00,8 |

### Noordse combinatie
| Olympiër       | Onderdeel     | Resultaat | Prestatie                                                        |
| -------------- | ------------- | --------- | ---------------------------------------------------------------- |
| Roman Terekhin | Gundersen (m) | 14e       | schansspringen: 58,5 m - 85,2 p. (15e +3.29) langlaufen: +5.54,1 |

### Rodelen
| Olympiër                                                                          | Onderdeel    | Resultaat | Prestatie                                    |
| --------------------------------------------------------------------------------- | ------------ | --------- | -------------------------------------------- |
| Maksim Aravin                                                                     | enkel (m)    | 13e       | 1.20,351 (+0,748) (40,203; 40,236)           |
| Alexander Stepichev                                                               | enkel (m)    | 11e       | 1.20,328 (+0,725) (40,111; 40,218)           |
| Sergey Belyaev / Yury Kalinin                                                     | dubbel (m)   | 04e       | 1.25,946 (+0,752) (43,000; 42,946)           |
|                                                                                   |              |           |                                              |
| Team Rusland Victoria Demchenko Alexander Stepichev Sergey Belyaev / Yury Kalinin | gemengd team | 04e       | 2.19,681 (+1,371) 2.45,336 2.46,911 2.47,434 |
|                                                                                   |              |           |                                              |
| Victoria Demchenko                                                                | enkel (v)    | 20e       | 1.23,484 (+3,287) (43,006; 40,478)           |
| Ekaterina Katnikova                                                               | enkel (v)    | 07e       | 1.20,943 (+0,746) (40,441; 40,502)           |

### Schaatsen
| Olympiër            | Onderdeel      | Resultaat | Prestatie                           |
| ------------------- | -------------- | --------- | ----------------------------------- |
| Michail Kazelin     | 1500 m (m)     | 10e       | 2.03,42 (+ 9,22)                    |
| Michail Kazelin     | 3000 m (m)     | 06e       | 4.19,25 (+ 16,03)                   |
| Michail Kazelin     | massastart (m) | 07e       | 7.14,42 (+ 4,19)                    |
| Vasiliy Pudushkin   | 500 m (m)      | 04e       | 78,08 (+ 2,58) [38,92 + 39,16]      |
| Vasiliy Pudushkin   | 1500 m (m)     | 08e       | 2.03,08 (+ 8,88)                    |
| Vasiliy Pudushkin   | massastart (m) | Brons     | 7.12,83 (+ 2,60)                    |
|                     |                |           |                                     |
| Yelizaveta Kazelina | 1500 m (v)     | 05e       | 2.12,90 (+ 4,73)                    |
| Yelizaveta Kazelina | 3000 m (v)     | 04e       | 4.44,45 (+ 7,12)                    |
| Yelizaveta Kazelina | massastart (v) | 04e       | 6.01,47 (+0,41)                     |
| Marina Salnikova    | 500 m (v)      | 15e       | 2.05,42 (+ 43,74) [1.22,07 + 43,34] |
| Marina Salnikova    | 1500 m (v)     | 06e       | 2.14,53 (+ 6,36)                    |
| Marina Salnikova    | massastart (v) | 10e       | 6.07,63 (+ 6,57)                    |

### Schansspringen
| Olympiër                                                        | Onderdeel                                        | Resultaat | Prestatie                                                            |
| --------------------------------------------------------------- | ------------------------------------------------ | --------- | -------------------------------------------------------------------- |
| Yury Samsonov                                                   | individueel (m)                                  | 18e       | 186,7 ptn. (63,5 m en 60,5 m)                                        |
|                                                                 |                                                  |           |                                                                      |
| Anastasia Veshchikova                                           | individueel (v)                                  | 10e       | 169,9 ptn. (58,0 m en 59,0 m)                                        |
|                                                                 |                                                  |           |                                                                      |
| Team Rusland Anastasia Veshchikova Roman Terekhin Yury Samsonov | gemengd team noordse combinatie / schansspringen | 13e       | 180,5 + 178,1 = 358,6 pnt. 054,6 + 031,4 057,7 + 072,4 068,2 + 074,3 |

### Shorttrack
| Olympiër                                                                         | Onderdeel                | Resultaat | Prestatie                                            |
| -------------------------------------------------------------------------------- | ------------------------ | --------- | ---------------------------------------------------- |
| Denis Ayrapetyan                                                                 | 500 m (m)                | 06e       | F (B): 45,902 HF (A/B2): 45,026 KF (4): 45,836       |
| Denis Ayrapetyan                                                                 | 1000 m (m)               | 15e       | F (C): - HF (C/D2): 1.33,689 KF (2): 1.47,810        |
|                                                                                  |                          |           |                                                      |
| Anna Gamorina                                                                    | 500 m (v)                | 09e       | F (B): - HF (A/B1): 1.07,177 KF (1): 46,382          |
| Anna Gamorina                                                                    | 1000 m (v)               | 08e       | F (C): 1.38,042 HF (C/D2): 1.44,645 KF (1): 1.50,594 |
|                                                                                  |                          |           |                                                      |
| Team A Denis Ayrapetyan KOR Shim Suk-hee AUT Melanie Brantner FRA Yoann Martinez | gemengde landenestafette | Brons     | F (A): 4.26,352 HF (1): 4.21,668                     |
| Team H Anna Gamorina NED Aafke Soet KOR Lim Hyo-jun CZE Michal Prokop            | gemengde landenestafette | 07e       | F (A): - HF (1): 4.26,027                            |

### Skeleton
| Olympiër          | Onderdeel | Resultaat | Prestatie                        |
| ----------------- | --------- | --------- | -------------------------------- |
| Valeriy Myshaev   | jongens   | 6e        | 1.57,71 [58,26 (4) + 59,45 (10)] |
|                   |           |           |                                  |
| Anastasia Shlapak | meisjes   | 4e        | 58,73                            |
| Elizaveta Zubkova | meisjes   | 6e        | 59,28                            |

### Snowboarden
| Olympiër            | Onderdeel      | Resultaat | Prestatie                                     |
| ------------------- | -------------- | --------- | --------------------------------------------- |
| Nikita Avtaneev     | halfpipe (m)   | 7e        | Finale: 7e (74.25) Serie: 3e (72.50) QF       |
| Ivan Kardonov       | halfpipe (m)   | 15e       | Halve finale: 9e (57.50) Serie: 9e (54.50) QS |
| Ivan Kardonov       | slopestyle (m) | 25e       | Serie: 14e (34.50)                            |
| Ekaterina Prusakova | halfpipe (v)   | -         | Kwalificatie: DNS                             |